# جريس دولايس ديفيس
جريس دولايس ديفيس (المعروفة أيضاً باسم جريس غيتين ديفيس) ولدت عام 1887 أو 1888، لياغولين - 30 سبتمبر 1969 كارديف) كانت الفائزة بجائزة روز ماري كروشي عام 1918.
ولدت جريس مارغيتا دولا ديفيز في لانغولين سنة 1887 أو سنة 1888 وهي أصغر أبناء جيتين ديفيز مدير الكلية المعمدانية في شمال ويلز بانغور وروز ديفيز. التحقت بمدرسة البنات في مقاطعة بانغور (Ysgol Sirol Y Genethod) وذهبت للحصول على درجة البكالوريس عام 1907 والماجستير عام 1916 في اللغة الإنجليزية من جامعة ويلز.
فازت بجائزة روز ماري كراوشي لعملها بعنوان الخيال التاريخي للقرن الثامن عشر، حيث كانت طالبة في كلية كينغز في لندن في ذلك الوقت. كانت مديرة مدرسة مقاطعة أبرجافيني الثانوية للبنات عندما شاركت في تأسيس مجموعة فن أبرجافيني في أبريل 1937.
توفت ديفيس في كارديف في 30 سبتمبر 1969.

### معلومات المراجع
- "1891 England, Wales & Scotland Census: College, Berwyn Street, Llangollen Traian, Corwen, Denbighshire, Wales". FindMyPast. مؤرشف من الأصل في 2021-08-25.
- "1901 England, Wales & Scotland Census: Caedernen Villa, Bangor, Caernarvonshire, Wales". FindMyPast. مؤرشف من الأصل في 2021-08-25.
- "University of Wales: Degree List". Cardiff Times and South Wales Weekly News. 3 أغسطس 1907. ص. 11. مؤرشف من الأصل في 2021-08-25. اطلع عليه بتاريخ 2021-03-31.
- "University of Wales: Bangor Students' Successes". The North Wales Chronicle and Advertiser for the Principality. مؤرشف من الأصل في 2021-08-25. اطلع عليه بتاريخ 2021-03-31.
- "The Crawshay Prize". The Times. 17 ديسمبر 1918. ص. 5.
- "Siaced Fraith: Grace Dulais Eto". Y Brython. 26 ديسمبر 1918. ص. 4. مؤرشف من الأصل في 2021-08-25. اطلع عليه بتاريخ 2021-03-31.
- "Newyddion". Y Dydd. 27 ديسمبر 1918. مؤرشف من الأصل في 2021-08-25. اطلع عليه بتاريخ 2021-03-31.
- "England & Wales Government Probate Death Index 1858-2019". FindMyPast. ص. 61. مؤرشف من الأصل في 2021-08-25.
- "Agnes Beverley Burton". Abergavenny Artists. مؤرشف من الأصل في 2022-01-26. اطلع عليه بتاريخ 2021-03-31.